# Betxí
Betxí és un municipi del País Valencià situat a la comarca de la Plana Baixa.

## Geografia
El municipi està situat al peu de la Serra d'Espadà. El terme municipal, amb una superfície de 2.131 hectàrees, se situa en una zona plana que s'estén des d'un poc més de la cota 100, on se situa el nucli urbà, cap a l'est, amb un suau pendent descendent i una zona de muntanya que, des dels 100 metres va pujant fins als 200 i, finalment, remata amb una línia de muntanyes que fan de divisòria del terme amb les localitats limítrofes d'Artana i Onda. La superfície del municipi està drenada, principalment, pel riu Sec de Betxí (també anomenat riu Ana), que naix en Xinquer (l'Alcúdia de Veo) i desemboca a Borriana. Altres barrancs que discorren pel terme i que naixen en els cims són el barranc de Sant Antoni i el barranc de Solaig que marca la divisió del terme entre Betxí i Nules en un tram del seu recorregut.
El clima, amb trets típics mediterranis, es caracteritza per temperatures mitjanes entre els 18 i 30 °C a l'estiu i els 5 i 20 °C a l'hivern, amb precipitacions mitjanes anuals de 400 mm.
Limita amb Onda, Vila-real, Nules i Artana.

## Història
D'origen musulmà, encara que el poblament del seu terme està comprovat des de l'edat del bronze. Conquistada per Jaume I el segle xiii. Pertanyé als comtes d'Ariza i després als de Cardona, marquesos de Guadalest. El 1611, Felip Rúiz de Lihori, marqués de Guadalest, concedix carta pobla. Des del segle xix ha pertangut a tres diòcesis: la de Terol, la de Tortosa el 1957 i, des del 1960, a la de Sogorb-Castelló.

## Demografia
En els últims anys hi ha hagut un increment de la població gràcies a l'arribada d'immigrants estrangers, majoritàriament de nacionalitat romanesa.
| 1990  | 1992  | 1994  | 1996  | 1998  | 2000  | 2002  | 2004  | 2005  | 2006  | 2012  |
| ----- | ----- | ----- | ----- | ----- | ----- | ----- | ----- | ----- | ----- | ----- |
| 5.227 | 5.316 | 5.395 | 5.284 | 5.314 | 5.356 | 5.428 | 5.528 | 5.551 | 5.615 | 5.815 |

| 1990 | 1992 | 1994 | 1996 | 1998 | 2000 | 2002 | 2004 | 2007 |
| ---- | ---- | ---- | ---- | ---- | ---- | ---- | ---- | ---- |
| 25   | 56   | 89   | 123  | 176  | 190  | 301  | 300  | 457  |

## Economia
El Betxí dels inicis del segle xxi continua tenint la seua principal font d'ingressos en l'agricultura exportadora dels cítrics, amb una forta dependència dels mercats internacionals, i en la indústria ceràmica i de fabricació de cartó i envasats. Les indústries agrícola i ceràmica han generat, al seu torn, l'expansió de tallers auxiliars i servicis.

## Política i govern

### Composició de la Corporació Municipal
El Ple de l'Ajuntament està format per 13 regidors. En les eleccions municipals de 26 de maig de 2019 foren elegits 8 regidors de Bloc de Betxí-Compromís (Bloc-Compromís), 2 del Partit Popular (PP), 2 del Partit Socialista del País Valencià (PSPV-PSOE) i 1 d'Unides Podem (Podem-EUPV).
| Eleccions municipals de 26 de maig de 2019 - Betxí                                                                              |                                          |                                     |                                     |        |          |          |
| Candidatura | Candidatura                              | Candidatura                         | Cap de llista                       | Vots   | Vots     | Regidors |
| | Bloc de Betxí-Compromís                  |                                     | Alfred Remolar Franch               | 1.774  | 52,66%   | 8 (-1)   |
| | Partit Popular                           |                                     | Joaquín Campos Remolar              | 564    | 16,74%   | 2 ()     |
| | Partit Socialista del País Valencià-PSOE |                                     | Josep Lluís Doñate Ferrer           | 441    | 13,09%   | 2 (+1)   |
| | Unides Podem                             |                                     | Javier Delgado Huertos              | 437    | 12,97%   | 1 ()     |
| | Altres candidatures                      |                                     |                                     | 130    | 3,86%    | 0        |
| | Vots en blanc                            |                                     |                                     | 23     | 0,68%    |          |
| Total vots vàlids i regidors | Total vots vàlids i regidors             | Total vots vàlids i regidors        | Total vots vàlids i regidors        | 3.369  | 100 %    | 13       |
| | Vots nuls                                | Vots nuls                           | Vots nuls                           | 37     | 1,10%    |          |
| Participació (vots vàlids més nuls)                                                                                             | Participació (vots vàlids més nuls)      | Participació (vots vàlids més nuls) | Participació (vots vàlids més nuls) | 3.406  | 76,83%** |          |
| Abstenció | Abstenció                                | Abstenció                           | Abstenció                           | 1.027* | 23,17%** |          |
| Total cens electoral | Total cens electoral                     | Total cens electoral                | Total cens electoral                | 4.433* | 100 %**  |          |
| Alcalde: Alfred Remolar Franch (Bloc-Compromís) (15/06/2019) Per majoria absoluta dels vots dels regidors (8 de Bloc-Compromís) |                                          |                                     |                                     |        |          |          |
| Fonts: JEC, JEZ Castelló, M. Interior, Periòdic Ara. (* No són vots sinó electors. ** Percentatge respecte del cens electoral.) |                                          |                                     |                                     |        |          |          |

### Alcaldes
Des de 2011 l'alcalde de Betxí és Alfred Remolar Franch del Bloc Nacionalista Valencià.
| Període                       | Alcalde o alcaldessa                              | Partit polític | Data de possessió     | Observacions         |
| ----------------------------- | ------------------------------------------------- | -------------- | --------------------- | -------------------- |
| 1979–1983                     | Manuel Peirats Blasco                             | PSPV-PSOE      | 19/04/1979            | --                   |
| 1983–1987                     | Manuel Peirats Blasco                             | PSPV-PSOE      | 28/05/1983            | --                   |
| 1987–1991                     | Manuel Peirats Blasco                             | PSPV-PSOE      | 30/06/1987            | --                   |
| 1991–1995                     | Manuel Peirats Blasco                             | PSPV-PSOE      | 15/06/1991            | --                   |
| 1995–1999                     | Josep Antoni Meneu Gaya Luciano G. Monzonís Rey   | UPV-Bloc PP    | 17/06/1995 22/08/1995 | Dimissió/renúncia -- |
| 1999–2003                     | Manuel Peirats Blasco                             | PSPV-PSOE      | 03/07/1999            | --                   |
| 2003–2007                     | Manuel Blasco Balaguer                            | PP             | 14/06/2003            | --                   |
| 2007–2011                     | Manuel Blasco Balaguer María Pilar Martínez Vedrí | PP             | 16/06/2007 14/01/2011 | Dimissió/renúncia -- |
| 2011–2015                     | Alfred Remolar i Franch                           | Bloc           | 11/06/2011            | --                   |
| 2015–2019                     | Alfred Remolar i Franch                           | Bloc-Compromís | 13/06/2015            | --                   |
| 2019-2023                     | Alfred Remolar i Franch                           | Bloc-Compromís | 15/06/2019            | --                   |
| Des de 2023                   | Carla Nebot Nebot                                 | Bloc-Compromís | 17/06/2023            | --                   |
| Fonts: Generalitat Valenciana |                                                   |                |                       |                      |

## Monuments
- Palau-castell de Betxí.

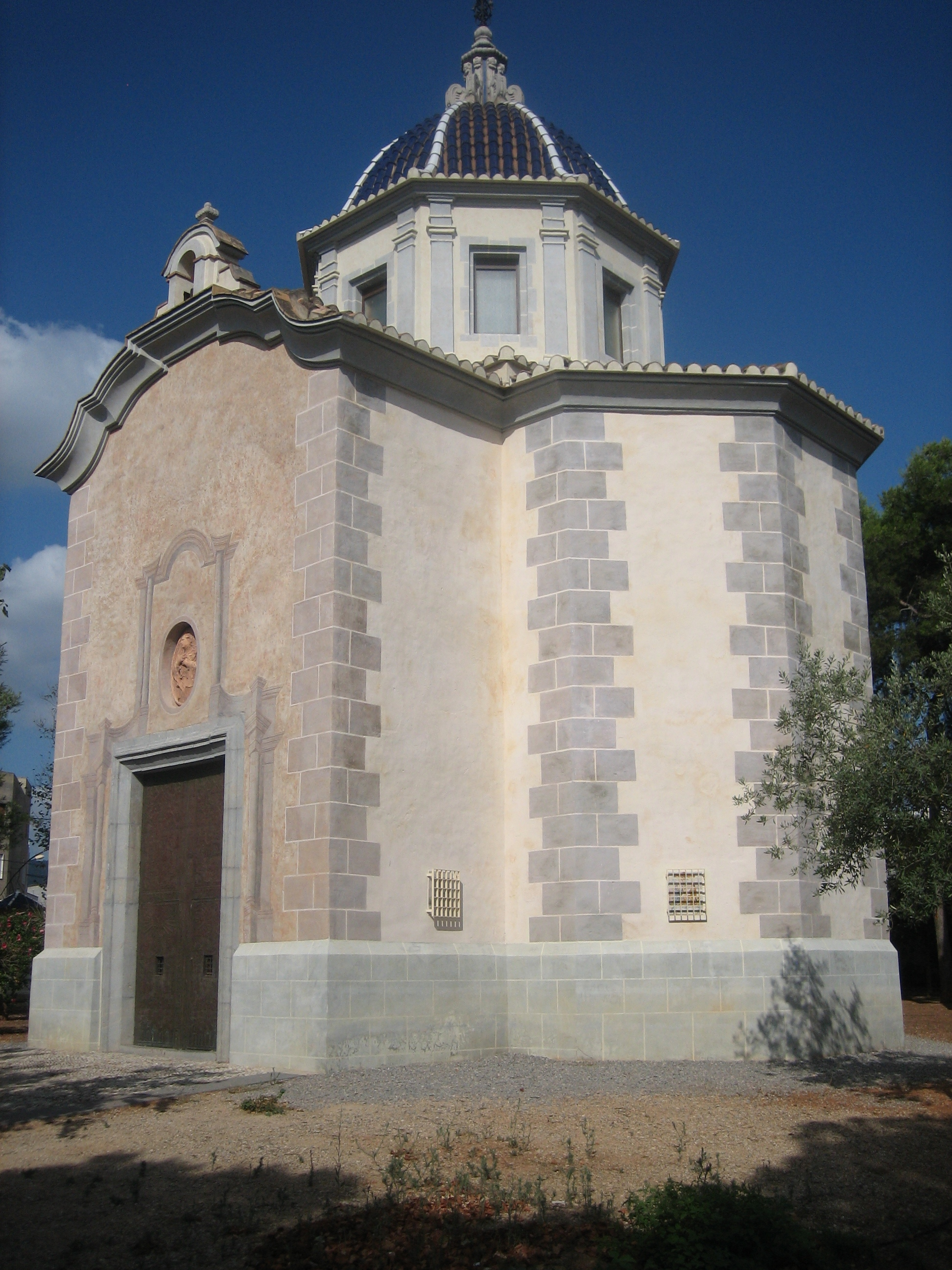
Ermita del Calvari.

D'orígens romans i de singular importància dintre dels edificis del Renaixement civil valencià, està situat en el centre de la població. Malgrat els anys d'abandó i les agressions urbanístiques que ha sofert, el conjunt encara conserva una part del pati i de la portada d'estil manierista i altra d'estil gòtic situat en l'entrada del recinte.
- Calvari i ermita. Del segle xviii.

Ermita en procés de rehabilitació, amb jardins oberts al públic i recorregut amb les diferents estacions. Exemple de calvari situat en el pla. L'entrada s'efectua pel carrer Calvari a través d'un arc presidit per la figura de l'Arcàngel Sant Miquel.
- Ermita de Sant Antoni.

Situada en una muntanya del mateix nom, forma un dels paisatges més característics de Betxí. Els orígens de l'edifici se situen almenys en el segle xvi. Punt de trobada dels pobles de la comarca, romiatge en honor del patró de la localitat Sant Antoni, el 17 de gener i lloc de celebració dels Aplecs Valencianistes de la dècada dels anys 20.
- Església de la Mare de Déu dels Àngels. Dels segles xvii i xviii.

Conjunt barroc que té com antecedents una petita església situada en l'antiga mesquita. L'edifici actual va anar parcialment destruït en la Guerra Civil. L'actual retaule major dedicat a la Mare de Déu dels Àngels data de 1950. És un temple barroc, amb una sola nau, de quatre trams i presbiteri amb capelles entre els contraforts, trasagrari i sense creuer. Cobrix amb volta de canó amb llunetes en la nau i de mig canó amb casetons. De rica decoració barroca, amb aplics d'estuc en tot el temple de gran interés per la seua raresa en les nostres comarques, relacionable amb exemplars aragonesos de Terol, diòcesis a la qual va pertànyer. En el cor, entre rocalla, es troba la inscripció anno 1703, possiblement la data de finalització de la decoració.

## Cultura
- Museu Etnológic Municipal. La Col·lecció comprèn objectes materials de diversa índole, molts dels quals han estat aportacions de veïns. D'una banda, el gruix principal el constituïxen materials propis de les antigues tasques agrícoles i/o artesanals locals. En segon lloc, trobem objectes de tipus arqueològic, paleontològic, documentació gràfica diversa, etc.
- Betxí té una Societat Musical, la Unió Musical de Betxí. És, sense cap dubte, l'associació més important del poble, culturalmente parlant. Setanta-nou músics federats en la Federación Valenciana de Societats Musicals. Cent huitanta socis i el més important: cent deu xitets i xiquetes matriculats en l'Escola de Música, on s'impartissen clases de llenguatje musical, i tota mena d'instruments: metalls, vent fusta, piano, corda frotada, i també cant i cor.

## Llocs d'interés
- El Solaig. Una de les muntanyes més característiques de Betxí, a 328 m. d'altura sobre el nivell del mar.
- Muntanyeta de Sant Antoni. Situada en La Plana, mirador privilegiat de la comarca. Allí trobem l'ermita de Sant Antoni.
- Penyes Aragoneses. Compartit amb els termes municipals d'Onda i Artana, és un paratge natural de bosc mediterrani.

## Festes i celebracions
- Festes Majors de setembre. A celebrar en el tercer cap de setmana de setembre, en honor del Santíssim Crist de la Pietat. Festejos taurins ("bous de carrer" i "bou embolat"), balls i sopars populars, actes culturals i religiosos. Activitats de penyes i casals.
- Sant Antoni. Festa local en honor del patró de la localitat amb romiatge popular fins a l'ermita de Sant Antoni. Activitats culturals i religioses. La vespra, foguera i processó amb la benedicció dels animals.
- Sant Antoni Pop Festival. Festival musical que se celebra la setmana de Sant Antoni.

## Personatges il·lustres
- Robert Fernández Bonillo. Entrenador de futbol i anteriorment jugador internacional del Vila-real CF, València CF i FC Barcelona, entre d'altres.
- Pasqual Meneu i Meneu. Arabista, professor d'hebreu en la Universitat de Salamanca (segle xix).